# Маккомас, Лорисса
Лори́сса Ди́нна Макко́мас (англ. Lorissa Deanna McComas; 26 ноября 1970, Колумбус — 3 ноября 2009, Уэйверли (Виргиния), Виргиния) — американская актриса

 и фотомодель.

## Биография
Лорисса Динна Маккомас родилась 26 ноября 1970 года в Колумбусе (штат Огайо, США). В детстве занималась балетом.
В 1988 году Лорисса окончила Среднюю Принстонскую Школу, а после прошла обучение в Майамском университете.
Лорисса начала карьеру актрисы и фотомодели в начале 1990-х годов. В начале своей карьеры Маккомас часто снималась в фильмах и журналах эротического характера. Снималась для журнала «Playboy», была моделью женского нижнего белья. Со временем прославилась, снимаясь в фильмах ужасов и стала известна, как Королева крика. Всего снялась более чем в 50-ти фильмах.
Весной 2005 года Лорисса переехала в Мелборн (штат Флорида, США) к своей больной матери, чтобы оказывать ей помощь; именно там Маккомас провела свои последние 4 года своей жизни. Умерла 3 ноября 2009 года после продолжительной борьбы с дистрофией незадолго до своего 39-летия.

## Избранная фильмография
| Год  |   | Русское название     | Оригинальное название | Роль                     |
| ---- | - | -------------------- | --------------------- | ------------------------ |
| 1992 | ф | Может ли быть любовь | Can It Be Love        | Монтана                  |
| 1995 | с | Шерман-Окс           | Sherman Oaks          | Келли Синатра            |
| 1995 | ф | Первая необходимость | Bare Essentials       | имя персонажа неизвестно |
| 1995 | ф | Вампы                | Vamps                 | Королева вампиров        |
| 1995 | ф | Грешная интрига      | Sinful Intrigue       | Джин                     |
| 1995 | ф | Пожелайте мне удачи  | Wish Me Luck          | Хизер                    |
| 1995 | ф | Красные губы         | Red Lips              | девушка в баре           |
| 1995 | ф | Пиранья              | Piranha               | Барбара                  |
| 1995 | ф | Виртуальное желание  | Virtual Desire        | Джули                    |
| 1995 | ф | Буря прокатилась     | Stormswept            | Келли                    |
| 2001 | ф | Раптор               | Raptor                | Лола Таннер              |